# 姚激
姚激（1484年—？），字維清，江西新淦縣人，四川成都府崇寧縣民籍，明朝政治人物。

## 生平
正德十四年（1519年）己卯科順天府鄉試第四十五名舉人。正德十六年（1521年）中式辛巳科會試第二百八十八名，登第三甲第三十名進士。

## 家族
曾祖姚熹；祖父姚通；父姚經，母郭氏。慈侍下。